# Albergo Roma
Albergo Roma è un film del 1996 diretto da Ugo Chiti, ispirato dall'opera teatrale Allegretto perbene.... ma non troppo dello stesso regista.

## Trama
Toscana, 1939: il macabro ritrovamento di un presunto feto umano è il fatto di cronaca che turba la coscienza del paese in fermento per l'imminente visita di Benito Mussolini.
Le indagini per scoprire il colpevole si mescolano all'arrivo in paese di un misterioso personaggio.

## Casting e riprese
Il film è stato girato per la gran parte nel centro abitato di Foiano della Chiana.

## Riconoscimenti
- 1997 - Nastro d'argento
  - Migliore attrice non protagonista (Lucia Poli)
- 1997 - Ciak d'oro
  - Migliori costumi a Gabriella Pescucci[1]